# سيإيإيتشي إيقاراشي
سيإيإيتشي إيقاراشي (باليابانية: 五十嵐 成一) (مواليد 5 يونيو 1972)، هو لاعب كرة قدم سابق كان يلعب كمهاجم.